# Alfa Romeo 179D
Der Alfa Romeo 179D ist ein von Autodelta konstruierter Formel-1-Rennwagen, der bei fünf Läufen der Weltmeisterschaften 1981 und 1982 vom Alfa-Romeo-Werksteam eingesetzt wurde. Der 179D war ein Interimsmodell, den der Rennstall als kurzfristigen Ersatz für den technisch problematischen 179C an den Start brachte. Einzelheiten seiner Geschichte sind unklar und werden in der Literatur unterschiedlich dargestellt.

## Entstehungsgeschichte
Der Mailänder Automobilhersteller Alfa Romeo unterhielt vor und unmittelbar nach dem Zweiten Weltkrieg ein erfolgreiches Motorsportteam, das mit Giuseppe Farina (1950) und Juan Manuel Fangio (1951) die ersten Formel-1-Weltmeister stellte. Mit der Umstrukturierung des Unternehmens von einem Luxus- zu einem Großserienhersteller zu Beginn der 1950er-Jahre war auch der Rückzug aus dem Grand-Prix-Sport verbunden. 

### Alfa Romeos Neuanfang 1979
Mit Beginn der Saison 1976 kehrte Alfa Romeo dauerhaft in die Formel 1 zurück, zunächst als Motorenlieferant für Brabham, ab 1979 dann auch mit einem eigenen Werksteam. Den Bau der Motoren und des Chassis sowie die Organisation des Werksteams übernahm das für Motorsport zuständige Tochterunternehmen Autodelta im Mailänder Vorort Settimo Milanese, das Carlo Chiti leitete. Ab dem Spätsommer 1979 setzte das Team den Alfa Romeo 179 ein, der bis zum Ende der Saison 1980 an den Start ging. Das zum Saisonbeginn 1981 in Kraft getretene Verbot bodentiefer seitlicher Schürzen machte im Winter 1980/81 eine Überarbeitung des 179 erforderlich. Der Nachfolger erhielt die Bezeichnung Alfa Romeo 179C. Er war mit einer Hydraulik ausgestattet, mit der sich die Bodenfreiheit variieren ließ: Auf diese Weise erreichte der Wagen im Stand, d. h. unter anderem bei Kontrollen, den vorgeschriebenen Mindestabstand, während er im Rennbetrieb auf ein niedrigeres Niveau abgesenkt werden konnte. Die Mechanismen, die sich in ähnlicher Form auch bei den meisten anderen Teams fanden, waren nach dem Zweck der Regelung eigentlich illegal; nach längeren Auseinandersetzungen wurden sie aber von der FISA akzeptiert. Das Hydrauliksystem des 179C in seiner ursprünglichen Version war in der Praxis mit Problemen verbunden. Das zeigte sich unter anderem an zunehmend schlechter werdenden Qualifikationsergebnissen in der ersten Saisonhälfte 1981.

### Umstrittenes Verhältnis zum 179C
Der 179C war zumindest bis zum Großen Preis von Spanien das Einsatzauto des Alfa-Romeo-Teams. Die weitere Renngeschichte wird im Detail in Fachpublikationen uneinheitlich dargestellt. Zahlreiche Quellen gehen davon aus, dass Alfa Romeo den 179C nach dem Großen Preis von Spanien wegen anhaltender Probleme mit der Fahrwerkshydraulik zunächst aufgab und für die folgenden Rennen andere Chassis an den Start brachte. Danach erhielten die beiden Alfa-Fahrer Bruno Giacomelli und Mario Andretti für eine Übergangszeit drei Exemplare des 179B, bei denen es sich um 1980 aufgebaute 179-Chassis handelte, die kurzfristig modifiziert worden waren. Im Sommer 1981 löste Alfa Romeo auch den 179B ab: Bruno Giacomelli erhielt einen von Gérard Ducarouge überarbeiteten 179C, während Andretti ein Auto mit der Bezeichnung 179D erhielt. Mit dem 179C bzw. dem 179D beendeten beide Fahrer die Saison 1981. Für das Auftaktrennen der Saison 1982 in Südafrika wurden der 179C und der 179D noch einmal gemeldet, bevor sie beide durch den neu entwickelten Alfa Romeo 182 ersetzt wurden.

## Produktion
Soweit die Quellen bei der Modellbeschreibung nach einzelnen Chassis differenzieren, verzeichnen sie regelmäßig zwei Exemplare des 179D: 
- Der erste 179D hatte sein Renndebüt beim Großen Preis der Niederlande 1981 und wurde dort von Andretti bei einem Unfall irreparabel beschädigt.[10]
- Der zweite 179D erschien zwei Wochen später beim folgenden Weltmeisterschaftslauf in Italien und wurde bis zum Großen Preis von Südafrika 1982 eingesetzt.[11]

Nicht sicher geklärt ist die Frage, ob es sich bei den beiden 179D um neu aufgebaute Chassis handelt. Möglich ist auch, dass einer oder beide 179D die Monocoques älterer 179C verwenden, die lediglich in Details verändert wurden. Hierbei könnte insbesondere das erste, im Winter 1980/81 aufgebaute Chassis des 179C eine Rolle spielen, dessen Renngeschichte nur bis zum Großen Preis von Monaco im Mai 1981 belegt und dessen weiterer Verbleib unbekannt ist.

## Modellbeschreibung
Der Alfa Romeo 179D hat ein aus Aluminiumblechen zusammengebautes Monocoque. Die Karosserie entspricht weitestgehend der des 179. Vorn und hinten hat der Wagen jeweils eine Doppelquerlenkerachse mit Umlenkhebeln; Federn und Stoßdämpfer sind innenliegend angeordnet. Im Gegensatz zum 179C hat der 179D keine Fahrwerkshydraulik. Der Frontflügel ist oberhalb der Fahrzeugnase montiert.
Der Alfa Romeo 170B wird von dem als Tipo 1260 V12 bezeichneten Zwölfzylinder-Saugmotor angetrieben, der 1979 im Brabham BT48 debütierte und auch im 179 sowie im 179C zum Einsatz kam. Er hat einen Hubraum von 2991 cm³ (Bohrung × Hub: 78,5 mm × 51,5 mm) und einen Zylinderbankwinkel von 60 Grad. Der von Carlo Chiti konstruierte Tipo 1260 V12 hatte eine mechanische Benzineinspritzung von Lucas und eine Zündanlage von Marelli. Die Motorleistung wurde 1981 auf etwa 520 PS geschätzt, die bei 12.000 Umdrehungen pro Minute anfielen; andere Quellen nennen 525 PS bei 12.300 Umdrehungen pro Minute. Damit war Alfa Romeos Motor zusammen mit Matras Zwölfzylindermotor vom Typ MS81 der stärkste Saugmotor – der Cosworth DFV war etwa 30 PS schwächer –, er galt aber als komplex, schwer und defektanfällig.

## Lackierung
Die Lackierung des Alfa Romeo 179D entspricht der des 179C und des 179B. Hier blieb die Karosserie weiß und rot lackiert. Hauptsponsor war der Tabakkonzern Philip Morris International, der mit der Zigarettenmarke Marlboro auf den Autos warb. Ein weiterer Sponsor war der italienische Lebensmittelhersteller Motta. Wegen des Hauptsponsors und der auf ihn zurückzuführenden Farbgebung ähnelte der Alfa Romeo optisch den vergleichbar gestalteten Wagen von McLaren.

## Renneinsätze

### 1981

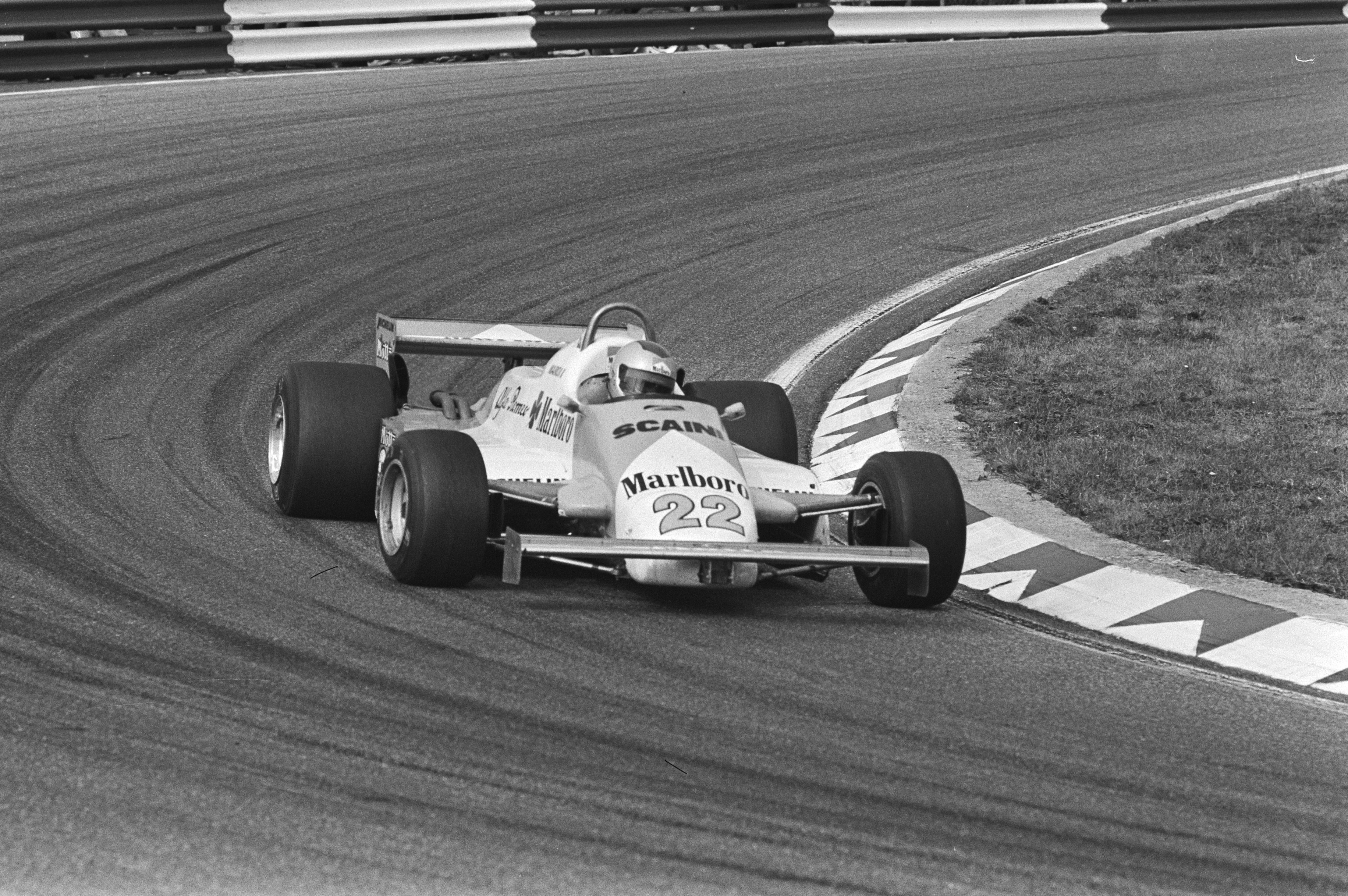
Mario Andretti im 179D beim Großen Preis der Niederlande 1981

Der Alfa Romeo 179D wurde 1981 viermal eingesetzt; Fahrer war jeweils Mario Andretti. Beim ersten dieser vier Rennen fuhr Andrettis Teamkollege Giacomelli den improvisierten Alfa Romeo 179B. Nur bei diesem Rennen war Andretti im Qualifying der schnellere der beiden Alfa-Fahrer. Als Giacomelli ab dem Großen Preis von Italien den von Gérard Ducarouge überarbeiteten 179C einsetzte, war Andretti im 179D in den Qualifikationsläufen regelmäßig langsamer als sein Teamkollege. Andretti erreichte im 179D nur eine Zielankunft und blieb dabei außerhalb der Punkteränge.
Der 179D debütierte am letzten Augustwochenende 1981 beim Großen Preis der Niederlande. Mario Andretti qualifizierte den Wagen für den siebten Startplatz, während Giacomelli im 179B Startplatz 14 erreichte. Andretti war auf seiner schnellsten Qualifikationsrunde etwa 3 km/h schneller als Giacomelli. Im Rennen fiel Andretti nach einem Unfall nach 62 Runden aus. Beim folgenden Rennen in Italien ging Andretti von Platz 13 ins Rennen, Giacomelli von Platz 10. Im Rennen fiel Andretti nach 41 Runden nach einem Motorschaden aus. In Kanada startete Andretti von Platz 16, einen Platz hinter Giacomelli. Das Rennen beendete er auf Platz sieben, während Giacomelli Vierter wurde. Beim letzten Saisonrennen in Las Vegas startete Andretti als Zehnter. Im Rennen fiel er nach einem Defekt der Aufhängung aus.

### 1982
Für das Auftaktrennen der Saison 1982 in Südafrika brachte Alfa Romeo noch einmal die Autos an den Start, die schon beim letzten Rennen 1981 gemeldet worden waren. Der 179D ging an den neu ins Team gekommenen Andrea de Cesaris, während Bruno Giacomelli wie schon im Herbst 1981 einen 179C fuhr. Giacomelli qualifizierte sich mit dem Auto für den 19. Startplatz und kam als Elfter ins Ziel, zwei Plätze vor de Cesaris, der als 16. gestartet war. Beim nächsten Rennen, das zwei Monate später in Brasilien stattfand, war der neu konstruierte Alfa Romeo 182 für beide Fahrer einsatzbereit.

## Ergebnisse
| Fahrer        | Nr.  | 1  | 2 | 3 | 4 | 5 | 6 | 7 | 8 | 9 | 10 | 11 | 12  | 13  | 14 | 15  | 16 | Punkte | Rang |
| ------------- | ---- | -- | - | - | - | - | - | - | - | - | -- | -- | --- | --- | -- | --- | -- | ------ | ---- |
| 1981          | 1981 |    |   |   |   |   |   |   |   |   |    |    |     |     |    |     |    | 0 (10) | 9    |
| M. Andretti   | 22   |    |   |   |   |   |   |   |   |   |    |    | DNF | DNF | 7  | DNF |    | 0 (10) | 9    |
| 1982          | 1982 |    |   |   |   |   |   |   |   |   |    |    |     |     |    |     |    | 0 (7)  | 9    |
| A. de Cesaris | 22   | 13 |   |   |   |   |   |   |   |   |    |    |     |     |    |     |    | 0 (7)  | 9    |

| Legende  | Legende            | Legende                                                          |
| Farbe    | Abkürzung          | Bedeutung                                                        |
| -------- | ------------------ | ---------------------------------------------------------------- |
| Gold     | –                  | Sieg                                                             |
| Silber   | –                  | 2. Platz                                                         |
| Bronze   | –                  | 3. Platz                                                         |
| Grün     | –                  | Platzierung in den Punkten                                       |
| Blau     | –                  | Klassifiziert außerhalb der Punkteränge                          |
| Violett  | DNF                | Rennen nicht beendet (did not finish)                            |
| Violett  | NC                 | nicht klassifiziert (not classified)                             |
| Rot      | DNQ                | nicht qualifiziert (did not qualify)                             |
| Rot      | DNPQ               | in Vorqualifikation gescheitert (did not pre-qualify)            |
| Schwarz  | DSQ                | disqualifiziert (disqualified)                                   |
| Weiß     | DNS                | nicht am Start (did not start)                                   |
| Weiß     | WD                 | zurückgezogen (withdrawn)                                        |
| Hellblau | PO                 | nur am Training teilgenommen (practiced only)                    |
| Hellblau | TD                 | Freitags-Testfahrer (test driver)                                |
| ohne     | DNP                | nicht am Training teilgenommen (did not practice)                |
| ohne     | INJ                | verletzt oder krank (injured)                                    |
| ohne     | EX                 | ausgeschlossen (excluded)                                        |
| ohne     | DNA                | nicht erschienen (did not arrive)                                |
| ohne     | C                  | Rennen abgesagt (cancelled)                                      |
| ohne     | keine WM-Teilnahme |                                                                  |
| sonstige | P/fett             | Pole-Position                                                    |
| sonstige | 1/2/3/4/5/6/7/8    | Punktplatzierung im Sprint-/Qualifikationsrennen                 |
| sonstige | SR/kursiv          | Schnellste Rennrunde                                             |
| sonstige | *                  | nicht im Ziel, aufgrund der zurückgelegten Distanz aber gewertet |
| sonstige | ()                 | Streichresultate                                                 |
| sonstige | unterstrichen      | Führender in der Gesamtwertung                                   |